# Agnieszka Stróżyk
Agnieszka Stróżyk – filolożka szwedzka, literaturoznawczyni, tłumaczka literatury dla dzieci i młodzieży.
Współpracuje z poznańskim Wydawnictwem Zakamarki. Tłumaczyła także dla Wydawnictwa WAM. 

## Wybrane tłumaczenia
- Ekspedycja Elliki Tomson,  Åsa Lind (tyt. oryg. Ellika Tomsons första bok), Wydawnictwo Zakamarki 2023, ISBN 978-83-7776-257-8
- Sekrety Humli Hansson, Kristina Sigunsdotter, (tyt. oryg. Humlan Hanssons hemligheter), Wydawnictwo Zakamarki 2023, ISBN 978-83-7776-215-8
- Wszyscy pytają dlaczego, Eva Susso, (tyt. oryg. Alla frågar sig varför), Wydawnictwo Zakamarki 2022, ISBN 978-83-7776-179-3
- Tyle miłości nie może umrzeć, Moni Nilsson, (tyt. oryg. Så mycket kärlek kan inte dö), Wydawnictwo Zakamarki 2021, ISBN 978-83-7776-193-9
- Małpa mordercy, Jakob Wegelius, (tyt. oryg. Mördarens apa), Wydawnictwo Zakamarki 2021, ISBN 978-83-7776-140-3
- Chłopak z lasu, Mårten Melin, (tyt. oryg. Som trolleri), wydawnictwo Zakamarki 2016, ISBN 978-83-7776-068-0
- Raz, dwa, trzy, Piaskowy Wilk, Åsa Lind, (tyt. oryg. tora Boken on Sandvargen), Wydawnictwo Zakamarki 2012, ISBN 978-83-7776-017-8